# Sylvestre Clerc
Pour les articles homonymes, voir Clerc.
Sylvestre Clerc, né le 31 décembre 1892 à Toulouse où il est mort le 17 décembre 1965, est un sculpteur français, lauréat du Prix de Rome en 1926.

## Biographie
Jules, Jean-Marie, François, Sylvestre Clerc naît à Toulouse, le 31 décembre 1892.
Il entre en 1907 à l'Ecole des Beaux-arts de Toulouse où il suit l'enseignement d'Abel Fabre et de Camille Raynaud.
En 1913 il reçoit le Grand Prix Municipal de sculpture et le deuxième prix Maury.
Grâce à l'allocation d'une bourse municipale en 1913, il entre à l’École nationale supérieure des beaux-arts de Paris dans l’atelier de Jules Coutan, de Paul Landowski et de François Carli.
Ses études sont interrompues par la Première Guerre mondiale à l'issue de laquelle il les reprend grâce à l’allocation du département de la Haute-Garonne en 1923 puis 1924,
Il est admis à concourir pour le Grand Prix de Rome en 1922, 1925 et 1926. Après un deuxième second Grand Prix en 1925 avec les Vendanges antiques, il obtient un premier Second Grand Prix l’année suivante avec Judith.
Ses expositions au Salon sont remarquées et il se voit décerner plusieurs prix dont le prix Doublemard. Il est récompensé, en 1923 d'une médaille de bronze puis en 1928, par une médaille d'argent au Salon des artistes français avec Hercule enfant.
Il travaille comme praticien chez Paul Landowski.
A Toulouse il expose au Salon des Artistes Méridionaux en 1923 et 1927 et au Salon de l'Art pour la Paix entre 1935 et 1939.
De retour dans sa ville natale, il installe son atelier, rue Dieudonné Costes à la Côte Pavée. Membre du PCF il collabore au Patriote du Sud-Ouest.
Il meurt à Toulouse le 17 décembre 1965.
En 1996, le Musée des Augustins de Toulouse a fait l’acquisition, en vente publique, d’une dizaine de sculptures de l’artiste.

## Hommage
Une voie de Toulouse porte son nom « Cheminement Sylvestre Clerc ».

## Œuvres
- Hercule enfant (1927)[5] : groupe sculpté en pierre exposé sur les allées Jules Guesde à Toulouse ; cette œuvre obtint une médaille d’argent au Salon des Artistes français de 1928[6] ; les travaux préparatoires en plâtre de cette œuvre sont au musée des Augustins[7] ;
- Buste de Marcel Langer : buste en bronze sur le monument funéraire du résistant Marcel Langer au cimetière de Terre-Cabade[8],[9]; le moulage en plâtre est conservé au musée des Augustins[10].
- Frise sculptée de la bibliothèque municipale de Toulouse : bas-relief d'une longueur de soixante mètres de long, œuvre maîtresse de l’artiste réalisée entre 1932 et 1936.  Elle illustre L'Histoire de l'Humanité et l'émancipation de l'esprit à travers la connaissance gage de pacifisme en s'inspirant du Temple de l'Homme de Paul Landowski . Les thèmes représentés sont la préhistoire, les grands mythes fondateurs Européens et orientaux, les personnages illustres des arts, lettres et sciences, Les compagnons du Gay savoir et la Symphonie Toulousaine, les climats[11]... Les plâtres originaux Les légendes antiques (I et II) et Les Arts et les lettres ont été acquis par le musée des Augustins en 1996[12].
- Bas-reliefs, Conseil départemental de la Haute-Garonne.
- La Danse, théâtre du Capitole de Toulouse.
- La Stèle de la Paix : dans le parc Clément Ader à Muret ; inauguré le 21 septembre 1930 en présence de Louis Blériot, ce parc dédié à l'aviation a été voulu par Vincent Auriol alors député-maire de Muret ; on peut y admirer la « Stèle de la Paix » de S. Clerc[13] qui glorifie le premier vol de Santos-Dumont dans le Parc de Bagatelle au Bois de Boulogne en 1906[14].
- Bas-relief des Travaux des champs, pavillon Pyrénées-Languedoc, 1937.

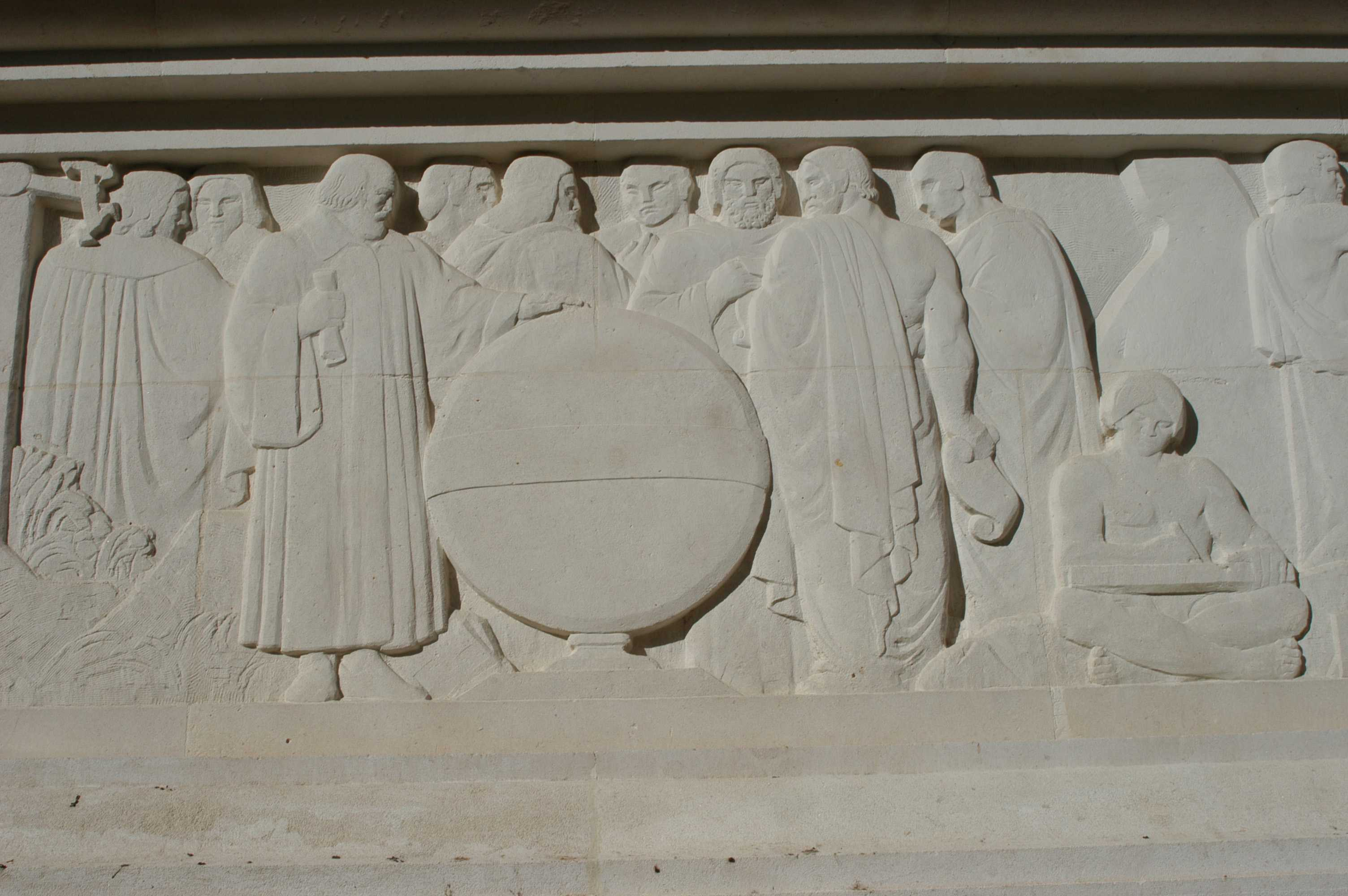
Galilée présentant le globe terrestre, détail de la frise de la Bibliothèque d'étude et du patrimoine